# 類体論の年表
類体論（るいたいろん、英: class field theory）とは、局所体や大域体のアーベル拡大を研究する数学の一分野である。

## 年表
- 1801年 カール・フリードリヒ・ガウスが平方剰余の相互法則を証明。
- 1829年 ニールス・アーベルがレムニスケート関数の特殊値を用いて {\displaystyle \mathbb {Q} (i)} のアーベル拡大を構成。
- 1837年 ペーター・グスタフ・ディリクレの算術級数定理。
- 1853年 レオポルト・クロネッカーがクロネッカー・ウェーバーの定理を発表。
- 1880年 クロネッカーが虚2次体のアーベル拡大に関するクロネッカーの青春の夢をリヒャルト・デーデキントに書き送る。
- 1886年 ハインリヒ・マルティン・ヴェーバー（英語版）がクロネッカー・ウェーバーの定理を証明（軽微な不備あり）。
- 1896年 ダフィット・ヒルベルトがクロネッカー・ウェーバーの定理をはじめて完全に証明。
- 1897年 ヴェーバーが射類群（ray class groups）と一般のイデアル類群を考案。
- 1897年 ヒルベルトが数論報文（英語版）（Zahlbericht）を出版。
- 1897年 ヒルベルトが平方剰余の相互法則をヒルベルト記号（英語版）の積公式として再定式化。
- 1897年 クルト・ヘンゼルが p 進数を創始。
- 1898年 ヒルベルトが（狭義の）ヒルベルト類体の存在と性質を予想。類数2の場合に証明。
- 1907年 フィリップ・フルトヴェングラーがヒルベルト類体の存在と基本的な性質を証明。
- 1908年 ヴェーバーが一般のイデアル類群について類体を定義。
- 1920年 高木貞治が数体のアーベル拡大とはイデアル類群の類体に他ならないことを証明。
- 1922年 高木が相互法則に関する論文を発表。
- 1923年 ヘルムート・ハッセが（二次形式という特別な場合について）ハッセ原理（英語版）を見つける。
- 1923年 エミール・アルティンが一般相互法則を予想。
- 1924年 アルティンがアルティンの L 関数を考案。
- 1926年 ニコライ・チェボタレフがチェボタレフの密度定理を証明。
- 1927年 アルティンが一般相互法則を証明。ガロア群とイデアル類群の間に標準的な同型写像を与える。
- 1930年 フルトヴェングラーとアルティンが主イデアル定理（英語版）を証明。
- 1930年 ハッセが局所類体論（英語版）を創始。
- 1931年 ハッセがハッセのノルム定理（英語版）を証明。
- 1931年 ハッセが局所体上の単純多元環を分類。
- 1931年 ジャック・エルブランがエルブラン商（英語版）を考案。
- 1931年 大域体上の単純多元環についてのハッセ原理であるアルバート・ブラウアー・ハッセ・ネーター定理（英語版）が証明される。
- 1933年 ハッセが数体上の単純多元環を分類。
- 1934年 マックス・ドイリンク（英語版）とエミー・ネーターが多元環を用いる類体論を展開。
- 1936年 クロード・シュヴァレーがイデールを考案。
- 1940年 シュヴァレーがイデールを用いてアーベル拡大の第2不等式を代数的に証明。
- 1948年 王湘浩（英語版）（Wang Xianghao）がグリュンヴァルト（Grunwald）の誤りを修正し、グリュンヴァルト・ワン定理（英語版）を証明。
- 1950年 ジョン・テイトが学位論文でアデール環上の解析学を用いてゼータ関数を研究。
- 1951年 アンドレ・ヴェイユがヴェイユ群を考案。
- 1952年 アルティンとテイトが類体論についてのノートで類構造（英語版）を考案。
- 1952年 ゲルハルト・ホッホシルト（英語版）と中山正が類体論に群のコホモロジーを持ち込む。
- 1952年 テイトがテイト・コホモロジー群（英語版）を考案。
- 1964年 Evgeny Golod (英語版) とイゴール・シャハレビッチが類体塔（英語版）が無限に続きえることを証明。
- 1965年 ジョナサン・ルビン（英語版）とテイトがルビン・テイト形式群（英語版）を使って局所体の分岐アーベル拡大を構成。